# كمين هيت (2005)
كمين هيت 2005 هو كمين نفذته جماعة أنصار السنة على قافلة تحمل إمدادات عسكرية للقوات الأمريكية في مدينة هيت بمحافظة الأنبار العراقية. وقع الكمين بتاريخ 9 مايو 2005 وأدى إلى مقتل 17 متعاقد مع شركة هارت للخدمات الأمنية من بينهم 12 عراقي و4 جنوب أفريقيين و1 ياباني.

## الكمين
في 9 مايو 2005، غادرت قافلة إمدادات قاعدة عين الأسد الجوية. واصطحبت القافلة معها 17 عسكري يعملون لدى شركة هارت للخدمات الأمنية. فور خروجهم من القاعدة تم رصدهم من قبل المقاومة العراقية التي أعدت لهم كميناً مُحكماً. مع مرور القافلة بالقرب من مدينة هيت (170 كيلومتر شمال غرب بغداد) تعرضت للكمين ولم تتمكن من التراجع. وإندلعت معركة ضارية لعدة ساعات ولكن بحلول الصباح كانت القافلة قد أُجهِز عليها تماماً.
نشرت جماعة أنصار السنة صوراً للكمين تُظهر شاحنات محترقة وسيارات دفع رباعي مع جثث تغطي الشوارع. وقد قٌتِل في الكمين 17 متعاقد مع شركة هارت للخدمات الأمنية من بينهم 12 عراقي و4 جنوب أفريقيين و1 ياباني يدعى أكيهيتو سايتو الذي أصيب بجروح خطيرة وتعرض للأسر ولكن توفي بعد ذلك.

### انظر ايضا
معركة أبو غريب
معركة الموصل (2004)
معركة القائم
معركة حديثة
هجوم رمضان (2006)